# Bolbitis virens
Bolbitis virens är en träjonväxtart som först beskrevs av Nathaniel Wallich, William Jackson Hooker och Grev., och fick sitt nu gällande namn av Heinrich Wilhelm Schott. Bolbitis virens ingår i släktet Bolbitis och familjen Dryopteridaceae. Utöver nominatformen finns också underarten B. v. compacta.